# Adolf Schilder
Adolf Schilder (22. května 1873 Olomouc – 21. ledna 1957 Nenzenheim, Bavorsko, Německo) byl rakouský politik německé národnosti ze Slezska, na počátku 20. století poslanec Říšské rady.

## Biografie
Byl majitelem dědičné rychty ve Svobodných Heřmanicích (Freihermersdorf). Politicky a veřejně se angažoval. V roce 1903 se uvádí mezi řečníky na shromáždění pořádaném Německou národní jednotou pro Slezsko.
Působil i jako poslanec Říšské rady (celostátního parlamentu Předlitavska), kam usedl ve volbách do Říšské rady roku 1907, konaných poprvé podle všeobecného a rovného volebního práva. Byl zvolen za obvod Slezsko 09. Po volbách roku 1907 usedl do poslaneckého klubu Německý národní svaz, v jehož rámci patřil do Německé agrární strany. Ve volbách do Říšské rady roku 1911 již nekandidoval.